# Aribo di Magonza
Aribo di Magonza (990 circa – Como, 6 aprile 1031) fu arcivescovo di Magonza e cancelliere di Germania dal 1021 oltre che Arcicancelliere d'Italia per volere di Enrico II il Santo.

## Biografia
Era figlio di Aribo I di Baviera e di Adele di Baviera, appartenente alla stirpe degli Aribonidi. Studiò a Salisburgo. Enrico II lo nominò arcivescovo di Magonza, carica che ottenne nel 1021 circa. Nel 1023 ereditò il problema del predecessore della consanguineità di Ottone di Hammerstein e della moglie Ermengarda di Verdun, figlia di Goffredo il Prigioniero.
Al tempo dell'elezione di Corrado II il Salico pare che la sua candidatura fosse già stata programmata ancor prima di procedere alla votazione: Aribo, che presiedeva la votazione, appoggiò Corrado, e fu il primo a votarlo. L'elezione avvenne all'unanimità.
Pochi giorni più tardi, l'8 settembre 1024 fu proprio Aribo ad incoronare Corrado col titolo di Re dei Romani. Nonostante fosse uno dei principali sostenitori di Corrado, Aribo, per motivi non chiari, si rifiutò di incoronare Gisella, la moglie di Corrado, infatti, uno dei primi atti dell'Imperatore fu di revocare all'arcivescovo di Magonza il privilegio di celebrare l'incoronazione. In ogni caso ad approfittarne fu il vescovo di Colonia, Pellegrino, che sfruttò immediatamente il diritto di celebrare l'incoronazione, che il Papa gli aveva già conferito, e il 21 settembre 1024 incoronò Gisella regina a Colonia.
Aribo consacrò San Gottardo vescovo di Hildsheim, alla morte di Bernoardo. La sua nomina fu voluta dall'imperatore Enrico II. Egli riaprì il conflitto di Gandersheim. Aribo nel 1031, nel viaggio di ritorno da Roma, morì a Como dove cercava di ingaggiare muratori comaschi (citati nelle fonti come Magistri cumacini) per la prosecuzione dei lavori del Duomo di Magonza, da lui completato ed ampliato, dove venne successivamente sepolto.

## Successione apostolica
La successione apostolica è:
- Vescovo Gottardo di Hildesheim, O.S.B. (1022)
- Vescovo Azecho (1025)